# William Lashner
Œuvres principales
- Série Victor Carl

William Lashner, né en 1956 à Philadelphie en Pennsylvanie, est un auteur de romans policiers et de thriller juridique américain.

## Biographie
Il étudie à la faculté de droit de l'université de New York dont il sort diplômé. Il travaille notamment comme clerc de notaire et devient par la suite substitut du procureur à la division du crime du ministère de la Justice à Washington jusqu'en 1986. Il devient avocat à Philadelphie et travaille dans le cabinet de son père ou il exerce entre 1987 et 1995. En 1991, il participe à l'Iowa Writers' Workshop de l'université de l'Iowa qui lui décerne un master en écriture créative. Il publie son premier roman, Hostile Witness (Les Prévaricateurs) en 1995 et décide de se consacrer à l'écriture.
Ses sept premiers romans mettent en scène Victor Carl, un avocat de Philadelphie. Sa particularité principale est de souvent flirter avec l'illégalité. L'expertise de William Lashner en matière de droit américain et de procédure fait de cette série l'un des meilleurs modèles de thrillers judiciaires. Tous les romans de cette série sont traduits en France.
Il est également l'auteur de trois autres romans policiers, non traduit à ce jour. Il est un des cofondateurs du Liars Club, un réseau de professionnels du domaine de l'édition et de la culture, aux côtés de Gregory Frost, Leslie Esdaile Banks, Jon McGoran, Duane Swierczynski, Ed Pettit, Laura Schrock, Jonathan Maberry et Kelly Simmons.

## Œuvre

### SérieVictor Carl
- Hostile Witness (1995) Publié en français sous le titre Les Prévaricateurs, Monaco/Paris, Éditions du Rocher, coll. Thrillers, 1996, réédition Paris, Le Grand livre du Mois, 1997, réédition Paris, Pocket, Thriller, 1998.
- Bitter Truth ou Veritas (1997) Publié en français sous le titre Veritas, Paris, Pocket, Thriller, 1999, Monaco/Paris, Éditions du Rocher, coll. Thrillers, 2009.
- Fatal Flaw (2003) Publié en français sous le titre Vice de forme, Monaco/Paris, Éditions du Rocher, coll. Thrillers, 2003, réédition Paris, Folio policier no 408, 2006.
- Past Due (2004) Publié en français sous le titre Dette de sang, Monaco/Paris, Éditions du Rocher, coll. Thrillers, 2007, réédition Paris, Folio policier no 488, 2009.
- Falls the Shadow (2005) Publié en français sous le titre Rage de dent, Monaco/Paris, Éditions du Rocher, coll. Thrillers, 2006, réédition Paris, Folio policier no 530, 2008.
- Marked Man (2006) Publié en français sous le titre L'Homme marqué, Monaco/Paris, Éditions du Rocher, coll. Thrillers, 2007, réédition Paris, Folio policier no 561, 2009.
- A Killer's Kiss (2007) Publié en français sous le titre Le Baiser du tueur, Monaco/Paris, Éditions du Rocher, coll. Thrillers, 2009, réédition Paris, Folio policier no 602, 2010.

### Autres romans
- Blood and Bone (2009)
- The Accounting (2013)
- The Bar Keep (2014)
- Crapstown (2014)

### Sous le pseudonyme deTyler Knox
- Kockroach (2006)

## Prix et nominations

### Nominations
- Prix Shamus 2004 du meilleur roman pour Fatal Flaw[1]
- Prix Shamus 2008 du meilleur roman pour A Killer’s Kiss[1]
- Prix Edgar-Allan-Poe 2015 du meilleur livre de poche original pour The Barkeep[2]
- Prix Edgar-Allan-Poe 2020 du meilleur livre de poche original pour Freedom Road[2]